# Tarabya II
Pour les articles homonymes, voir Tarabya (homonymie).
Cette page contient des caractères spéciaux ou non latins. S’ils s’affichent mal (▯, ?, etc.), consultez la page d’aide Unicode.
Tarabya II, ou Tarabyange (birman တရဖျားငယ်, təja̰pʰjá ŋɛ̀ ; 1321–1353), fut le sixième roi de Sagaing, dans le centre-ouest de la Birmanie (République de l'Union du Myanmar). Il régna de 1350 à 1353. Plus jeune fils du roi Sawyun, fondateur du royaume, il succéda à son demi-frère Nawrahta Minye, qui n'avait régné que sept mois.
Il mourut à Sagaing en février 1353. Le prince shan Minbyauk Thihapate, époux de sa sœur Soe Min Kodawgyi, lui succéda.  